# Bläckfisken
Bläckfisken är en italiensk TV-serie som blev en tittarsuccé i Europa under slutet av 1980- och början av 1990-talet. Serien producerades av italienska TV-bolaget RAI i samarbete med flera andra europeiska TV-bolag, däribland SVT. Den visades i 10 omgångar 1984-2001. Den anses vara Italiens mest framgångsrika TV-serie någonsin. Huvudpersonerna har skiftat under seriens gång men i centrum står alltid den italienska polisens kamp mot maffian.
Bläckfisken, eller La Piovra som den heter på italienska, handlar om polisens kamp mot maffian i Italien. Titeln Bläckfisken syftar på den organiserade brottslighetens sätt att likt en bläckfisk gripa tag i människor och samhällets olika delar och att om man huggar av en arm så växer en ny ut. Serien är inspirerad av flera verkliga händelser, där bland andra polisen Carlo Alberto dalla Chiesa, och juristerna Giovanni Falcone och Paolo Borsellino mördades under 1980- och 1990-talen.
För manus står Sandro Petraglia. Ennio Morricone komponerade musiken till serien, utom till den första omgången; som skrevs av Riz Ortolani; och åttonde och nionde (som utspelades på 1950- och 1960-talen), som skrevs av Paolo Buonvino. Serien producerades av Luigi Perelli. Seriens mest kända och stilbildade huvudrollsinnehavare var Corrado Cattani spelad av Michele Placido som fanns med i seriens första fyra omgångar.  Bland övriga skådespelare finns bland andra Patricia Millardet, Remo Girone och Raoul Bova.
Serien blev väldigt populär i Sverige, vilket medförde att svenska SVT under de sista säsongerna gick in som samproducent till italienska RAI.

## Skådespelare
- Michele Placido - Corrado Cattani
- Patricia Millardet - Silvia Conti
- Remo Girone - Tano Cariddi
- Raoul Bova - Gianni Breda
- Vittorio Mezzogiorno - Davide Licata
- Florinda Bolkan - grevinnan Olga Camastra

## Första säsongen (1984)
Den första säsongen visades i sex delar om vardera på 60 minuter och hade premiär i Italien 1984. Regissör var Damiano Damiani. Serien spelades in i Rom och Trapani på Sicilien samt vid Horgen och Genèvesjön i Schweiz.

### Handling
En poliskommissarie i en siciliansk stad har hittats ihjälskjuten på en landsväg. Samma dag har en välsituerad kvinna i staden begått självmord. Corrado Cattani utses till kommissariens efterträdare. Han flyttar till staden med sin fru och dottern Paola och börjar utreda mordet. Det visar sig snart att det finns en koppling mellan mordet på kommissarien och kvinnans självmord, som i själva verket är ett mord.
Cattani blir vän med den mördade kvinnans dotter Titti som är i händerna på knarklangare. Cattanis fru tror att han är otrogen med Titti och är därför själv otrogen med en TV-journalist, varefter hon lämnar sin man, men Paola väljer att bo kvar hos sin far. I Cattanis utredning visar det sig snart att knarksmugglingen pågår i stor skala och att pengarna tvättas i de lokala bankerna. När polisen ingriper mot bankerna, drabbar det även företag i staden som har varit beroende av bankernas krediter och Cattani, som har blivit känd i staden, förlorar mycket av sitt folkliga stöd när många människor förlorar sina jobb. Trots detta fortsätter han omutligt med sina undersökningar ända tills Paola blir kidnappad och förundersökningsmaterialet blir stulet. För att få tillbaka sin dotter blir Cattani tvungen att kompromissa med sin moral och pliktkänsla.

## Andra säsongen (1986)
Den andra säsongen hade premiär 1986 med Florestano Vancini som regissör. För första gången stod Ennio Morricone för musiken. Samma inspelningsplatser som i den första serien användes.

## Tredje säsongen (1987)
Den tredje säsongen från 1987 regisserades av Luigi Perelli. Den spelades in på Naxos och Taormina (Sicilien) i Milano och Assisiklostret i Umbrien.

## Fjärde till tionde säsongen (1989-2001)
Säsongerna 5-7 har som huvudpersoner Cattanis två efterträdare vilka för kampen vidare. Säsongerna 8 och 9 kretsar handlingen kring återblickar på 1950- och 1960-talens Italien. I säsong 8 är en ung Tano Cariddi, spelad av Primo Reggiani, och hans syster Maria med.
| Seriens namn                                           | Avsnitt | År   | Längd (minuter) | Regissör           | Musik           |
| ------------------------------------------------------ | ------- | ---- | --------------- | ------------------ | --------------- |
| La Piovra (Piovra-1)                                   | 6       | 1984 | 402             | Damiano Damiani    | Riz Ortolani    |
| Piovra-2                                               | 6       | 1986 | 384             | Florestano Vancini | Ennio Morricone |
| Piovra-3                                               | 7       | 1987 | 430             | Luigi Perelli      | Ennio Morricone |
| Piovra-4                                               | 6       | 1989 | 600             | Luigi Perelli      | Ennio Morricone |
| Piovra-5: Il cuore del problema                        | 5       | 1990 | 400             | Luigi Perelli      | Ennio Morricone |
| Piovra-6: L'ultimo segreto                             | 6       | 1992 | 420             | Luigi Perelli      | Ennio Morricone |
| Piovra-7: Indagine sulla morte del commissario Cattani | 6       | 1995 | 600             | Luigi Perelli      | Ennio Morricone |
| Piovra-8: Lo scandalo                                  | 2       | 1997 | 220             | Giacomo Battiato   | Paolo Buonvino  |
| Piovra-9: Il patto                                     | 2       | 1998 | 220             | Giacomo Battiato   | Paolo Buonvino  |
| Piovra-10                                              | 2       | 2001 | 200             | Luigi Perelli      | Ennio Morricone |